# ديرك فايسه
ديرك فايسه (بالألمانية: Dirk Wiese)‏ هو متزلج جماعي ألماني، ولد في 19 يناير 1965 في فينتربرغ في ألمانيا.

## وصلات خارجية
- ديرك فايسه على موقع أوليمبيديا (الإنجليزية)